# Cyrus, Minnesota
Cyrus là một thành phố thuộc quận Pope, tiểu bang Minnesota, Hoa Kỳ. Năm 2010, dân số của thành phố này là 288 người.

## Dân số
- Dân số năm 2000: 303 người.
- Dân số năm 2010: 288 người.